# Dekel
Dekel (hebrejsky דֶּקֶל, doslova „Palma“, v oficiálním přepisu do angličtiny Deqel) je vesnice typu mošav v Izraeli, v Jižním distriktu, v Oblastní radě Eškol.

## Geografie
Leží v nadmořské výšce 106 metrů na severozápadním okraji pouště Negev; v oblasti která byla od 2. poloviny 20. století intenzivně zúrodňována a zavlažována a ztratila charakter pouštní krajiny. Jde o zemědělsky obdělávaný pás přiléhající k pásmu Gazy a navazující na pobřežní nížinu. Jižně od tohoto sídelního pásu ovšem ostře začíná zcela aridní oblast pouštního typu zvaná Cholot Chaluca.
Obec se nachází 18 kilometrů od břehu Středozemního moře, cca 105 kilometrů jihojihozápadně od centra Tel Avivu, cca 106 kilometrů jihozápadně od historického jádra Jeruzalému a 42 kilometrů západně od města Beerševa. Dekel obývají Židé, přičemž osídlení v tomto regionu je etnicky převážně židovské. 6 kilometrů severozápadním směrem ale začíná pásmo Gazy s početnou arabskou (palestinskou) populací. 6 kilometrů na západ leží izraelsko-egyptská hranice.
Dekel je na dopravní síť napojen pomocí místních komunikací, které ústí do lokální silnice 232.

## Dějiny
Dekel byl založen v roce 1982. Leží v kompaktním bloku zemědělských vesnic Chevel Šalom, do kterého spadají obce Avšalom, Dekel, Cholit, Jated, Jevul, Kerem Šalom, Pri Gan, Sdej Avraham, Sufa a Talmej Josef. Jejími zakladateli byla skupina 48 židovských rodin z města Jamit na Sinajském poloostrově, které bylo vystěhováno v důsledku podpisu egyptsko-izraelské mírové smlouvy, kdy Izrael území Sinaje vrátil Egyptu. Na svátky pesach v roce 1982 se usídlili zde. V této lokalitě již roku 1956 vznikla polovojenská osada typu Nachal zvaná Dekel. Po Suezské krizi roku 1956 ovšem byl tento opěrný bod zrušen.
Vesnice obsahuje 72 rodinných farem. Místní ekonomika je založena na zemědělství (pěstování zeleniny, citrusů a květin). Zhruba polovina obyvatel ovšem za prací dojíždí mimo obec. V obci fungují sportovní areály. Dále je tu synagoga. Vesnice plánuje stavební expanzi, která má zahrnovat 116 stavebních parcel nabízených soukromým uchazečům.

## Demografie
Obyvatelstvo mošavu je sekulární. Podle údajů z roku 2014 tvořili naprostou většinu obyvatel v Dekel Židé (včetně statistické kategorie "ostatní", která zahrnuje nearabské obyvatele židovského původu ale bez formální příslušnosti k židovskému náboženství).
Jde o menší obec vesnického typu s dlouhodobě kolísající populací, která po roce 2008 skokově narostla. K 31. prosinci 2014 zde žilo 296 lidí. Během roku 2014 populace klesla o 0,7 %.
| Rok            | 1983 | 1995 | 2001 | 2003 | 2004 | 2005 | 2006 | 2007 | 2008 | 2009 | 2010 | 2011 | 2012 | 2013 | 2014 |
| -------------- | ---- | ---- | ---- | ---- | ---- | ---- | ---- | ---- | ---- | ---- | ---- | ---- | ---- | ---- | ---- |
| Počet obyvatel | 218  | 241  | 100  | 94   | 95   | 110  | 112  | 114  | 130  | 285  | 301  | 289  | 306  | 298  | 296  |